# Terrorisme en 1976

## Événements

### Janvier
- 5 janvier, Irlande du Nord : l'attaque d'un minibus de transport d'ouvriers à Kingsmill, dans le comté d'Armagh, par la South Armagh Republican Action Force[n 1] fait dix morts.

### Juin
- 5 juin, Irlande du Nord : l'attaque d'un bar à Belfast par l'Ulster Volunteer Force fait cinq morts[réf. souhaitée][1].

### Octobre
- 6 octobre 1976, Cuba : le terroriste anti-castriste Luis Posada Carriles fait exploser un avion cubain en provenance de la Barbade, à bord duquel se trouvaient une équipe de sportifs cubains. Les soixante-treize personnes présentes à bord sont tuées[2].